# (-)-Gama-kadinenska sintaza ((2Z,6E)-farnezil difosfat ciklizacija)
(-)-Gama-kadinenska sintaza ((2Z,6E)-farnezil difosfat ciklizacija) (EC 4.2.3.62, (-)-gama-kadinenska ciklaza) je enzim sa sistematskim imenom (2Z,6E)-farnezil-difosfat difosfat-lijaza (formira (-)-gama-kadinen). Ovaj enzim katalizuje sledeću hemijsku reakciju
(2Z,6E)-farnezil difosfat {\displaystyle \rightleftharpoons } (-)-gama-kadinen + difosfat
Ovaj enzim je izolovan iz Heteroscyphus planus.

## Literatura
- Nicholas C. Price; Lewis Stevens (1999). Fundamentals of Enzymology: The Cell and Molecular Biology of Catalytic Proteins (Third изд.). USA: Oxford University Press. ISBN 019850229X.
- Eric J. Toone (2006). Advances in Enzymology and Related Areas of Molecular Biology, Protein Evolution (Volume 75 изд.). Wiley-Interscience. ISBN 0471205036.
- Branden C; Tooze J. Introduction to Protein Structure. New York, NY: Garland Publishing. ISBN 0-8153-2305-0.
- Irwin H. Segel. Enzyme Kinetics: Behavior and Analysis of Rapid Equilibrium and Steady-State Enzyme Systems (Book 44 изд.). Wiley Classics Library. ISBN 0471303097.

## Spoljašnje veze
- (-)-gamma-cadinene+synthase+((2Z,6E)-farnesyl+diphosphate+cyclizing) на 